# 대한민국 민법 제778조
대한민국 민법 제778조는 호주의 정의에 관한 민법 조항이다. 호주제 폐지 과정에서 2005년 3월 31일에 삭제되었다.

## 조문
제778조